# Ammiraglio d'armata
 (septembre 2018).

Ammiraglio d'armata en français : « amiral d'armée » était un grade utilisé par la Regia Marina, la marine militaire italienne jusqu'en 1946. 

## Histoire
Décrit par la loi no 1178 du 8 juillet 1926, ce grade n'a jamais été abrogé, et est reconnu par un décret présidentiel de 1986 (décret présidentiel n. 545 du 18 juillet 1986). Il n'a plus été utilisé depuis la fin de la Seconde Guerre mondiale et la création de la République italienne. Ammiraglio est maintenant utilisé à la place.

## Description
Dans les forces armées italiennes, il était l'équivalent du generale d'armata dans l’Esercito italiano (armée de terre italienne) et du generale d'armata aerea (général d'armée aérienne) dans la Regia Aeronautica (armée de l'air italienne).

## Le courant
Ammiraglio a été promulgué en République italienne en 1997 en tant que note désignée grade de chef d'état-major de la défense, et a été atteint comme une grade équivalent à ammiraglio d'armata.

## Personnalités
Les personnalités suivantes ont été élevées à ce grade :
- Gino Ducci ;
- Angelo Ugo Conz ;
- Ernesto Burzagli ;
- Salvatore Denti Amari ;
- Umberto Bucci ;
- Giuseppe Sirianni ;
- Romeo Bernotti ;
- Arturo Riccardi ;
- Vladimiro Pini.